# Отношения между България и Филипините
Отношенията между България и Филипините са двустранните отношения между държавите България и Филипини. Двете страни не поддържат свои посолства една в друга, като връзките между тях се организират от българското посолство в Ханой (Виетнам) и филипинското посолство в Букурещ (Румъния).
Филипините стават независима държава през 1946 година, но в първите десетилетия след това двете страни не поддържат преки връзки заради голямата си отдалеченост и участието си в Студената война в противоположни лагери. Това положение се променя в средата на 70-те години, когато филипинският военен режим на Фердинанд Маркос се ориентира към размразяване на отношенията с Източния блок. Дипломатически отношения между България и Филипините са установени на 16 ноември 1973 година.
Към 2024 година вносът на България от Филипините е на стойност 78 милиона щатски долара, а износът – 54 милиона щатски долара, като и в двете посоки търговията е главно с електронни компоненти (съответно 84% и 62%).